# Jamie Noble
James "Jamie Noble" Gibson, född 23 december 1976 i Hanover, West Virginia, är en före detta amerikansk fribrottare. Han bor numera i Melbourne, Florida.
Gibson har arbetat med ett antal olika fribrottningsorganisationer, bland annat World Championship Wrestling (WCW), Ring of Honor (ROH) och WWE, där han brottades från 2002 till 2009 då en allvarlig ryggskada tvingade honom att lägga av. Han har även arbetat för det japanska förbundet New Japan Pro Wrestling (NJPW).
Under sin sejour i ROH brottades Jamie Noble under sitt riktiga namn James Gibson. Innan han återgick till wrestlingjätten WWE höll han ROH World Championship. Han vann titeln i en fyramannamatch mot dåvarande mästaren CM Punk samt utmanarna Samoa Joe och Christopher Daniels den 12 augusti 2005, men förlorade den igen i en match mot Bryan Danielson den 17 september 2005. Utöver ROH World Championship-titeln har Gibson innehaft WWE:s lättviktartitel och WWE Cruiserweight Championship.

## World Wrestling Entertainment
Under sin tid på WWE brottades han i deras show SmackDown och utgjorde där ett lag, tillsammans med Kid Kash. Kash och Gibson gick tillsammans under namnet The Pittbulls. På WWE pay-per-view-showen WWE Great American Bash brottades The Pitbulls mot Paul London och Brian Kendrick, som är mästare i lagbrottning. De förlorade dock matchen.